# Сокальський Іван Петрович
Іван Петрович Сокальський (* 13 травня 1830–1896) — економіст і статистик.

## Життєпис
Іван Сокальський родом з Харкова. Закінчив Харківський Університет (1850), з 1858 його проф. (кафедра політ. економії і статистики, перший у Рос. Імперії читав курс історії екон. вчень). 1862 — 65 в наук. відрядженні в Зах. Європі, де вивчав госп. життя. Ред. щомісячного вид. Харківського губ. статистичного Комітету «Статистический Листок», організатор одноденних переписів у Харкові 1866, 1873 і 1879, дослідник кустарної промисловості Харківщини.
1872 року в Київському університеті захистив докторську дисертацію. Головна праця: «Реформа на очереди» (1895; присвячена питанням грошового обігу, обстоював біметалізм).

## Родина
Брат — Сокальський Петро Петрович.
Син — Сокальський Володимир Іванович.